# Dryopteris monticola
Dryopteris monticola är en träjonväxtart som först beskrevs av Mak., och fick sitt nu gällande namn av Carl Frederik Albert Christensen. Dryopteris monticola ingår i släktet Dryopteris och familjen Dryopteridaceae. Inga underarter finns listade.